# Vichèu
Vichel és un municipi francès situat al departament del Puèi Domat i a la regió d'Alvèrnia-Roine-Alps. L'any 2007 tenia 283 habitants.

## Demografia

### Població
El 2007 la població de fet de Vichel era de 283 persones. Hi havia 101 famílies de les quals 21 eren unipersonals (8 homes vivint sols i 13 dones vivint soles), 21 parelles sense fills i 59 parelles amb fills.
La població ha evolucionat segons el següent gràfic:
Habitants censats

### Habitatges
El 2007 hi havia 132 habitatges, 104 eren l'habitatge principal de la família, 11 eren segones residències i 17 estaven desocupats. 124 eren cases i 6 eren apartaments. Dels 104 habitatges principals, 90 estaven ocupats pels seus propietaris, 11 estaven llogats i ocupats pels llogaters i 3 estaven cedits a títol gratuït; 1 tenia una cambra, 5 en tenien dues, 7 en tenien tres, 28 en tenien quatre i 63 en tenien cinc o més. 70 habitatges disposaven pel capbaix d'una plaça de pàrquing. A 36 habitatges hi havia un automòbil i a 58 n'hi havia dos o més.

### Piràmide de població
La piràmide de població per edats i sexe el 2009 era:
| Homes | Edats   | Dones |
| ----- | ------- | ----- |
| 0     | 95 o +  | 0     |
| 4     | 90 a 94 | 0     |
| 0     | 85 a 89 | 8     |
| 0     | 80 a 84 | 0     |
| 8     | 75 a 79 | 8     |
| 4     | 70 a 74 | 4     |
| 4     | 65 a 69 | 4     |
| 0     | 60 a 64 | 0     |
| 8     | 55 a 59 | 4     |
| 16    | 50 a 54 | 12    |
| 0     | 45 a 49 | 0     |
| 0     | 40 a 44 | 0     |
| 12    | 35 a 39 | 12    |
| 12    | 30 a 34 | 12    |
| 12    | 25 a 29 | 8     |
| 4     | 20 a 24 | 0     |
| 4     | 15 a 19 | 4     |
| 4     | 10 a 14 | 8     |
| 12    | 5 a 9   | 4     |
| 8     | 0 a 4   | 12    |

## Economia
El 2007 la població en edat de treballar era de 176 persones, 148 eren actives i 28 eren inactives. De les 148 persones actives 136 estaven ocupades (73 homes i 63 dones) i 12 estaven aturades (4 homes i 8 dones). De les 28 persones inactives 6 estaven jubilades, 10 estaven estudiant i 12 estaven classificades com a «altres inactius».

### Ingressos
El 2009 a Vichel hi havia 112 unitats fiscals que integraven 302,5 persones, la mediana anual d'ingressos fiscals per persona era de 18.604 €.

### Activitats econòmiques
Dels 6 establiments que hi havia el 2007, 2 eren d'empreses de fabricació d'altres productes industrials, 1 d'una empresa de construcció, 1 d'una empresa de comerç i reparació d'automòbils, 1 d'una empresa d'hostatgeria i restauració i 1 d'una empresa classificada com a «altres activitats de serveis».
L'únic servei als particulars que hi havia el 2009 era una fusteria.
L'any 2000 a Vichel hi havia 11 explotacions agrícoles que ocupaven un total de 460 hectàrees.

## Poblacions més properes
El següent diagrama mostra les poblacions més properes.